# 응구기 와 티옹오
응구기 와 티옹오(키쿠유어: Ngũgĩ wa Thiong'o [ᵑɡoɣe wá ðiɔŋɔ] 응구기 와 디옹오, 1938년 1월 5일~2025년 5월 28일)는 케냐의 소설가, 수필가, 극작가이다.
응구기는 1938년 영국령 동아프리카에서 당시 "백인 고지(White Highlands 화이트 하일랜즈[*])"로 불리는 고지대의 리무루에서 태어났다.
그의 아버지는 이 비옥한 고지대의 원래 주인이었다가 땅을 백인에게 빼앗긴 키쿠유족 출신이며 기독교 신자로 자라났다. 나중에 그는 영어와 기독교를 배척하고 이름도 본명인 제임스 응구기에서 응구기 와 티옹오로 개명한다.
캄팔라(현 우간다의 수도)의 마케레레 대학과 영국의 리즈 대학에서 수학한 그는 아이야 울지마라(Weep Not, Child)', 사이의 강(The River Between)', 한 알의 밀(A Grain of Wheat)' 등의 소설을 발표하였다.
이들은 주로 식민지에서의 문화 충돌과 기독교의 역할, 영국의 키쿠유 족 등 아프리카인들 탄압, 식민 지배에 대항한 마우마우 반란 등을 소재로 삼고 있다.
케냐 독립 이후로는 부패한 정치인들을 강력히 비판하는 문학 활동을 하였다. 특히 1977년에는 나는 원할 때 결혼하겠다(스와힐리어: Ngaahika ndeenda)'라는 희곡의 정치권 풍자가 정권의 미움을 사 응구기는 대니얼 아랍 모이 당시 대통령의 명령으로 체포되어 수감되기도 하였다.
수감 중에 그는 소설 피의 꽃잎들(Petals of Blood)'를 집필하였다. 석방 후 1982년 케냐를 떠나 런던에서 작품활동을 계속하였다.
1987년에는 대표작 마티가리(Matigari)'를 발표하였다. 후에 나이로비 대학에서 강의를 하면서 키쿠유어를 사용한 소설 집필 활동을 하기도 했다. 1980년에 발표된 '십자가의 악마(키쿠유어 : Caitaani muthara-Ini)'는 사상 최초의 키쿠유어 소설이다. 응구기는 참된 아프리카 문학은 아프리카 언어를 사용해야 한다고 주장하였다. 1992년부터 뉴욕 대학(NYU)에서 비교문학 및 공연학 교수로 재직하였다.
1995년, 그는 전립선암 진단을 받고 3개월 시한부 선고를 받았지만, 결국 회복했다. 2019년에는 심장 삼중 우회 수술을 받았고, 이 시기 즈음부터 신장 기능 저하로 투병하기 시작했다. 이후 2025년 5월 28일, 미국 조지아주 뷰포드에서 87세의 나이로 세상을 떠났다. 사망 당시, 응구기는 투석 치료를 받고 있었지만, 정확한 사망 원인은 발표되지 않았다.
응구기 사망 이후, 서방 언론들은 그가 식민주의에 맞서 싸우고 사회 비판을 이어온 업적을 조명했다. 나이지리아 작가 월레 소잉카, 케냐 작가 데이비드 지안 마일루, 케냐 대통령 윌리엄 루토, 그리고 정치인 라일라 오딩가는 그의 죽음을 애도하며 헌사를 보냈다.

## 작품
- 《울지 마, 아이야》 (1964)
- 《피의 꽃잎들》 (1977)

## 같이 보기
- 세계문학